# 沃伊薩湖
沃伊薩湖（白俄羅斯語：Войса）是白俄羅斯的湖泊，位於布拉斯拉夫東北4公里，由維捷布斯克州負責管轄，長3.75公里、寬1.6公里，面積4.88平方公里，集水區面積249平方公里，湖岸線長度15.2公里，平均水深4.5米，最大水深9.1米。